# Pokolenie JP2
Pokolenie Jana Pawła II (pokolenie JPII, pokolenie JP2) – nazwa mająca określać fenomen pokolenia katolików (zwłaszcza młodzieży), skupionych wokół postaci i nauczania papieża Jana Pawła II. O pokoleniu JP2 zaczęto mówić w mediach w kwietniu 2005 roku, aby opisać żywą reakcję młodych ludzi na śmierć papieża. Sam zwrot pokolenie JP2 po raz pierwszy pojawił się dużo wcześniej – podczas Światowych Dni Młodzieży w Paryżu w 1997 roku. Inna nazwa, pokolenie '78, pochodzi od roku wyboru na papieża Karola Wojtyły. Wiąże się z 27 latami pontyfikatu, podczas którego papież przywiązywał szczególną wagę do spotkań z młodzieżą. Określenie to pojawiło się w ruchu oazowym. Istnieją argumenty przemawiające za tym, że pokolenie JP2 stanowi jedynie byt wirtualny, wykreowany przez media, a nie byt rzeczywisty. Za taką tezą przemawia między innymi brak precyzyjnych granic (nie wiadomo, które konkretnie grupy wiekowe miałyby zaliczać się do tego pokolenia) oraz brak form publicznego uczestnictwa. Inną wyrażaną opinią jest określanie tym terminem rodziców i dziadków pierwotnie rozumianego pokolenia JP2.